# Ohler (Mönchengladbach)
Ohler ist ein Stadtteil im Stadtbezirk Nord der kreisfreien Großstadt Mönchengladbach in Nordrhein-Westfalen.

## Lage
Der Stadtteil Ohler liegt zentral im Mönchengladbacher Stadtgebiet. Er wird im Norden begrenzt von der Bahnstraße, im Osten von Landscheidung und Seilerweg, im Süden vom Landwehrweg sowie im Westen von Gingterstraße und Monschauer Straße.

## Infrastruktur
Über die Bundesstraßen 230 und 57 erreicht man die jeweils nur etwa 2 km entfernten Stadtzentren Mönchengladbach und Rheydt.
Die nächstgelegene Autobahnauffahrt Mönchengladbach-Holt (Anschlussstelle 11 der Autobahn 61) befindet sich gut 1 km westlich von Ohler.
An den ÖPNV ist Ohler durch die Buslinien 009 und 014 der NEW angebunden.
Die überwiegende Wohnbebauung des Stadtteils ist dörflich geprägt. Im Südosten befindet sich die katholische Kirche St. Konrad neben der Städtischen Katholischen Grundschule Ohler und dem Kindergarten St. Konrad. Im Süden liegt der Städtische Friedhof Ohler. Zentral gelegen ist der Kindergarten der Evangelischen Christuskirchengemeinde.

## Geschichte
Der Stadtteil Ohler besteht historisch gesehen aus Alt-Ohler und der Siedlung Ohlerfeld. Die im Südosten nördlich des Landwehrwegs gelegene Honschaft Alt-Ohler mit dem Ohlerhof wird erstmals 1167 als Lehen der Abtei St. Vitus erwähnt.
Das etwa 900 Jahre jüngere Ohlerfeld entstand nach dem Zweiten Weltkrieg nach und nach durch Bebauung der nördlich vom alten Ort gelegenen Felder. Flüchtlinge und Leute, die ihre Häuser im Krieg verloren hatten, waren auf der Suche nach günstigem Bauland. Eine erste Siedlergemeinschaft erhielt von der Stadt Mönchengladbach zunächst das ausgekofferte Gelände einer Ziegelei in Ohlerfeld zur Bebauung. Komplett in Eigenleistung entstand dort das erste Siedlerdoppelhaus in Fachwerkausführung. Es wurde im Juni 1949 von zwei Flüchtlingsfamilien bezogen. Da die Stadt von der Leistung der Siedler beeindruckt war, unterstützte sie diese fortan durch Freigabe weiterer Baugrundstücke, organisatorisch und auch finanziell. Weitere Siedlergruppen entstanden und errichteten in den 1950er und 1960er Jahren mit Betreuung durch verschiedene Trägergesellschaften ihre Wohnhäuser. Nordwestlich der Siedlungen entstanden zur Versorgung der Bewohner mit frischen Lebensmitteln zwei Kleingärtner-Areale, die jeweils von einem gemeinnützigen Verein betrieben werden. Die verbliebenen Grundstücke nördlich der Kleingärten wurden erst in den 1980er und 1990er Jahren durch Bauträger bebaut.